# آلبرت مور (بازیکن فوتبال، زاده ۱۸۹۸)
آلبرت مور (انگلیسی: Albert Moore؛ زادهٔ 1898) بازیکن فوتبال اهل بریتانیا است.
از باشگاه‌هایی که در آن بازی کرده‌است می‌توان به باشگاه فوتبال استوک سیتی اشاره کرد.